# 청자 음각국화당초문 완
청자 음각국화당초문 완(靑磁 陰刻菊花唐草文 盌)은 음각으로 국화와 덩굴무늬를 새겨넣은, 고려청자 완(접시)이다. 삼성미술관 리움에 있으며, 1990년 5월 21일 대한민국의 보물 제1037호로 지정되었다.

## 개요
11세기경에 만들어진 고려 청자대접으로 높이 5.9cm, 아가리 지름 17.5cm, 굽지름 4.8cm이다.
굽은 낮으며 바닥에 닿는 면이 넓은 해무리 굽을 하고 있다. 해무리 굽은 거의 무늬가 없는데, 이 대접은 무늬가 있는 귀한 예이다.
아가리 선은 밖으로 벌어져 있으며 대접의 밖은 무늬가 없는데, 안쪽 아가리부분 아래쪽에는 띠 모양이 둘러져 있고, 옆면에는 국화 덩굴무늬가 새겨져 있다. 유약은 담록색의 밝고 투명한 청자유로 전면에 굵은 빙렬이 나 있다.
이 청자대접은 무늬가 없는 무문대접에서, 한 단계 나아간 양식을 소개해 주는 초기 청자완으로, 고려 청자의 초기 역사를 밝혀주는 매우 중요한 유물이다. 

## 같이 보기
- 고려청자

## 참고 자료
- 청자 음각국화당초문 완 - 국가유산청 국가유산포털